# Nasiono

Budowa nasiona rośliny jednoliściennej
a) łupina nasienna, b) bielmo, c) liścień, d) zarodek

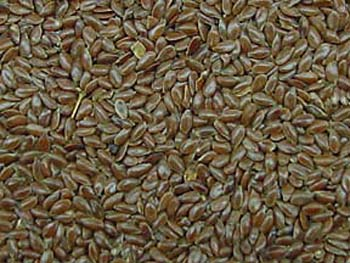
Nasiona lnu

Nasiono, nasienie (łac. semen) – organ roślin nasiennych powstający z zapłodnionego zalążka i składający się z zarodka otoczonego tkanką zapasową i osłoniętego łupiną nasienną. Zarodek jest nowym organizmem roślinnym. Tkanka spichrzowa umożliwia wzrost zarodka w pierwszym okresie rozwoju, a łupina nasienna pełni funkcję ochronną.
Poznaniem budowy nasion zajmowała się początkowo botanika ogólna. Z czasem wyodrębniły się odrębne nauki: karpologia i nasionoznawstwo.

## Budowa
Struktury składające się na nasiono to zarodek, łupina nasienna oraz tkanki spichrzowe. Tkanką spichrzową mogą być bielmo (endosperma), obielmo (perysperma) i inne rodzaje tkanek. U roślin nagozalążkowych materiał zapasowy nasiona stanowi bielmo pierwotne. Nasiona u okrytozalążkowych mogą występować jako bezbielmowe (materiały odżywcze gromadzone są w liścieniach), bielmowe i obielmowe.
Nasiona nasiennych powstają z zalążka.  Po zapłodnieniu komórki jajowej przez komórkę plemnikową powstaje zygota, z której wykształca się zarodek. Zarodek jest jedyną strukturą zawierającą materiał genetyczny obu osobników rodzicielskich. U nagonasiennych łupina nasienna tworzy się z diploidalnych komórek sporofitu, a bielmo z haploidalnych komórek gametofitu żeńskiego. U okrytonasiennych bielmo jest triploidalne. Ponieważ powstaje z połączenia z innym plemnikiem niż plemnik łączący się z komórka jajową, jest genetycznie różne od zarodka. Elementy nasienia rozwinięte są w różnym stopniu zależnie od gatunku. U dwuliściennych organem spichrzowym są najczęściej liścienie.

## Skład chemiczny
Ze względu na główny rodzaj substancji zapasowych nasiona dzielone są na mączyste i oleiste. W nasionach mączystych podstawowym materiałem zapasowym jest skrobia, w nasionach oleistych są to tłuszcze. Niekiedy wyróżnia się również nasiona białkowe, gromadzące znaczne ilości zarówno białek jak i tłuszczów. Większość roślin (około 90%) to nasiona oleiste. W nasionach zgromadzone są również zapasy soli mineralnych. Fityna występująca w nasionach,  zapewnia rozwijającemu się zarodkowi jony Mg2+, Ca2+, K+ oraz fosforany.

## Sposoby rozsiewania
Nasiona jako formy przetrwalnikowe roślin służą do rozmnażania i rozprzestrzeniania się. Rozsiewanie nasion może zachodzić na kilka sposobów:
- autochoria:
  - barochoria
  - blastochoria
  - ballochoria
  - herpochoria
- allochoria
  - hydrochoria
  - anemochoria
  - zoochoria (np. ornitochoria)
  - hemerochoria
- atelochoria

## Znaczenie nasion w uprawie roślin
Wartość plonu jest zależna od jakości nasion użytych do siewu. Wraz z rozwojem rolnictwa rozwijały się również badania i metody oceny jakości nasion. Szczególny rozwój w tej dziedzinie nastąpił w XIX wieku, wraz z powstaniem pierwszych stacji kontroli nasion (w 1869 r. w Rydze). Przy ocenie jakości nasion uwagę zwraca się na ich czystość, zdolność kiełkowania, dorodność, czyli sposób wykształcenia, zdrowotność i cechy odmianowe. Czystość nasion zmniejsza zachwaszczenie upraw. Odpowiednia zdolność kiełkowania gwarantuje szybkie i równomierne wschody. Z dorodnych nasion wyrastają odpowiednio silniejsze, dające większy plon rośliny. Dobra zdrowotność nasion ogranicza występowanie chorób i szkodników. Czystość nasion pod względem cech odmianowych gwarantuje odpowiedni dobór roślin do warunków siedliskowych uprawy.